# Saint-Félix, Haute-Savoie
Saint-Félix är en kommun i departementet Haute-Savoie i regionen Auvergne-Rhône-Alpes i sydöstra Frankrike. Kommunen ligger i kantonen Alby-sur-Chéran som tillhör arrondissementet Annecy. År 2022 hade Saint-Félix 2 438 invånare.

## Befolkningsutveckling
Antalet invånare i kommunen Saint-Félix
| Referens: INSEE |